# Mārtiņš Sesks
Mārtiņš Sesks, né le 18 septembre 1999, est un pilote de rallye letton.

## Carrière en rallye

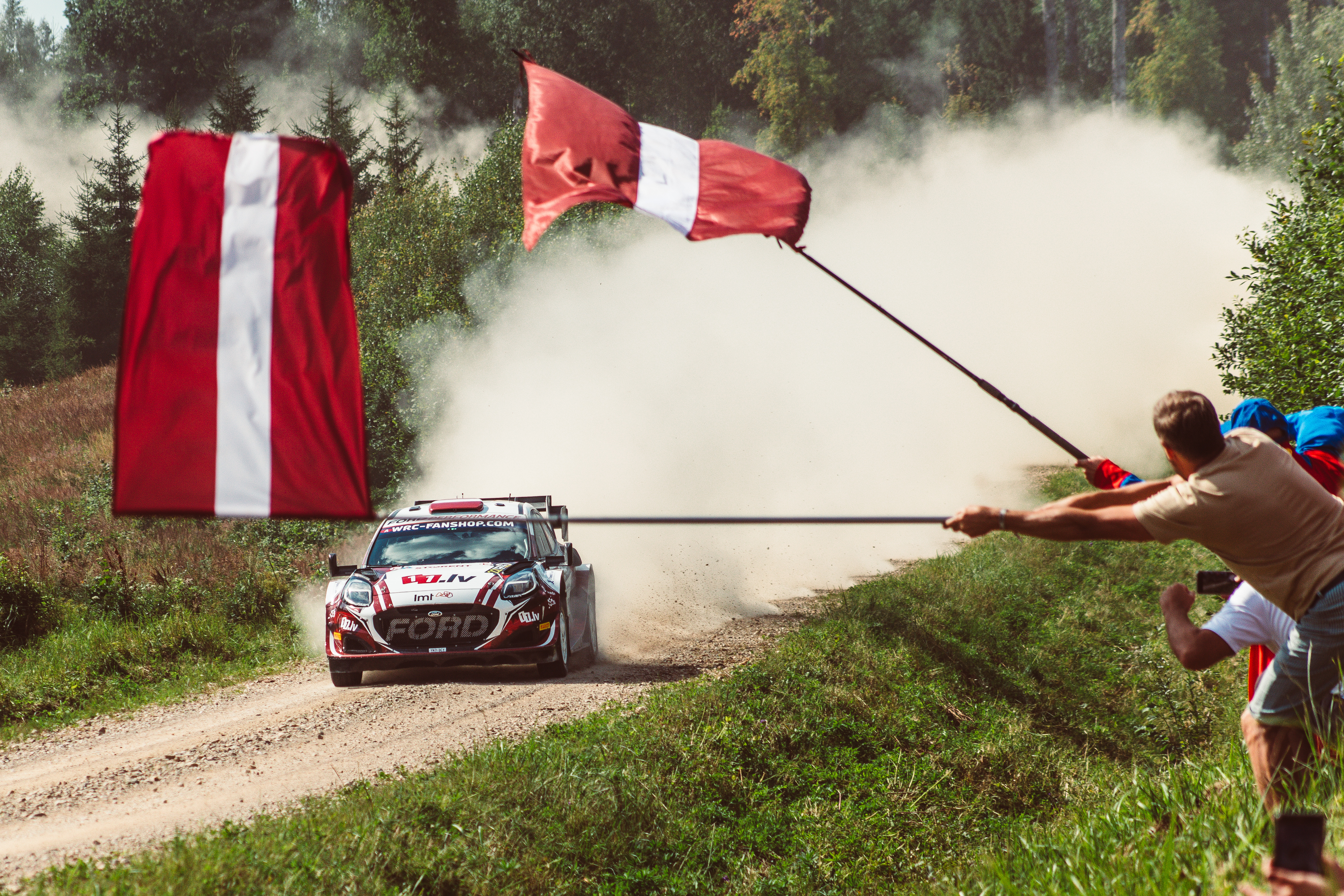
Mārtiņš Sesks sur l'étape SS13 du Championnat du Monde des Rallyes 2024 en Lettonie au KM 4.3.

Sesks commence le rallye en 2014 au volant d’une Honda Civic Type R. Il débute en Championnat du monde des rallyes junior en 2019 et termine deuxième en 2020,. En 2023, il termine deuxième derrière Hayden Paddon au Championnat du monde des rallyes junior. Sesks fait ses débuts en Rally1 au Rallye de Pologne 2024 avec M-Sport Ford WRT.

## Résultats en rallye

Mārtiņš Sesks au Rallye ERC de Pologne 2022
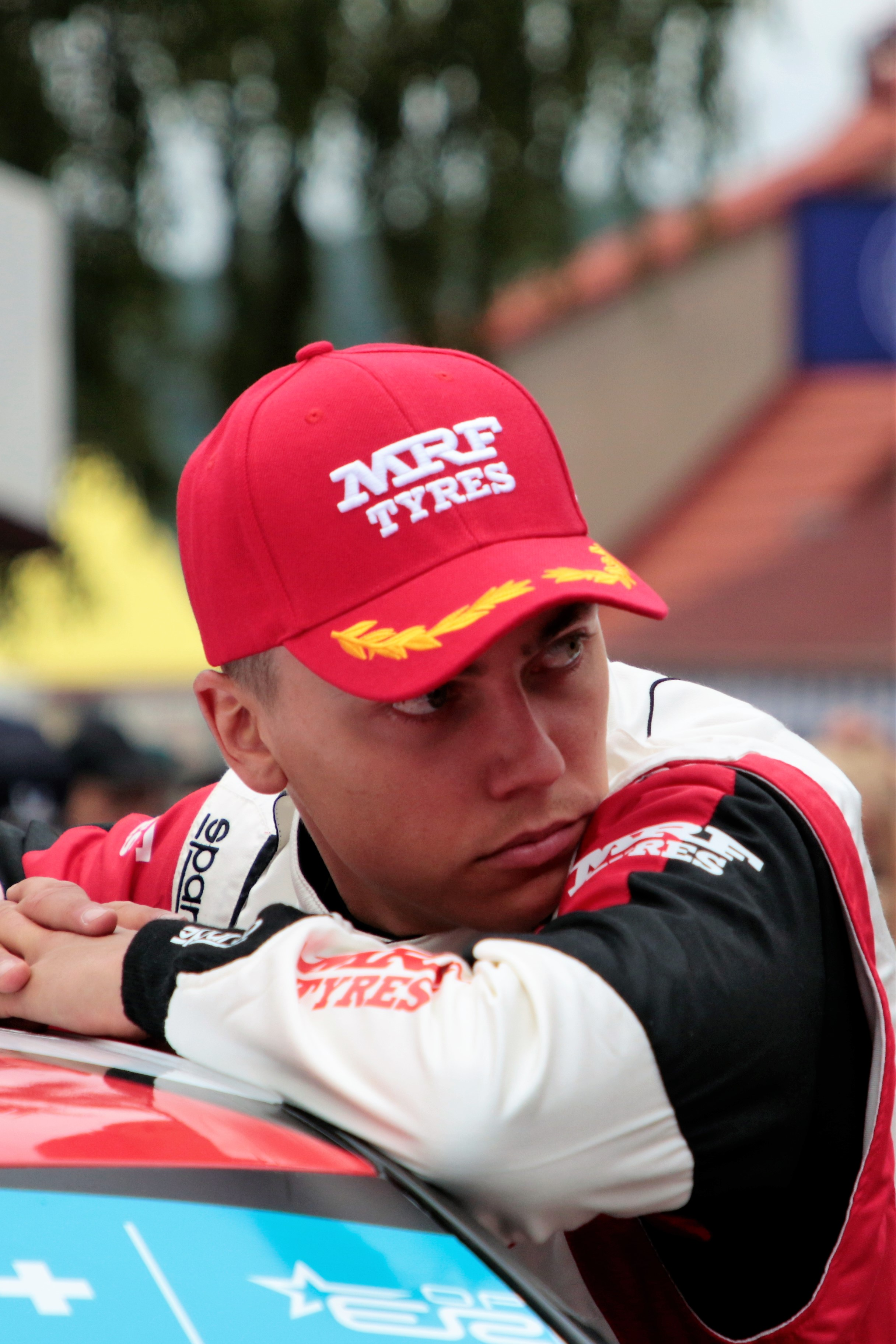
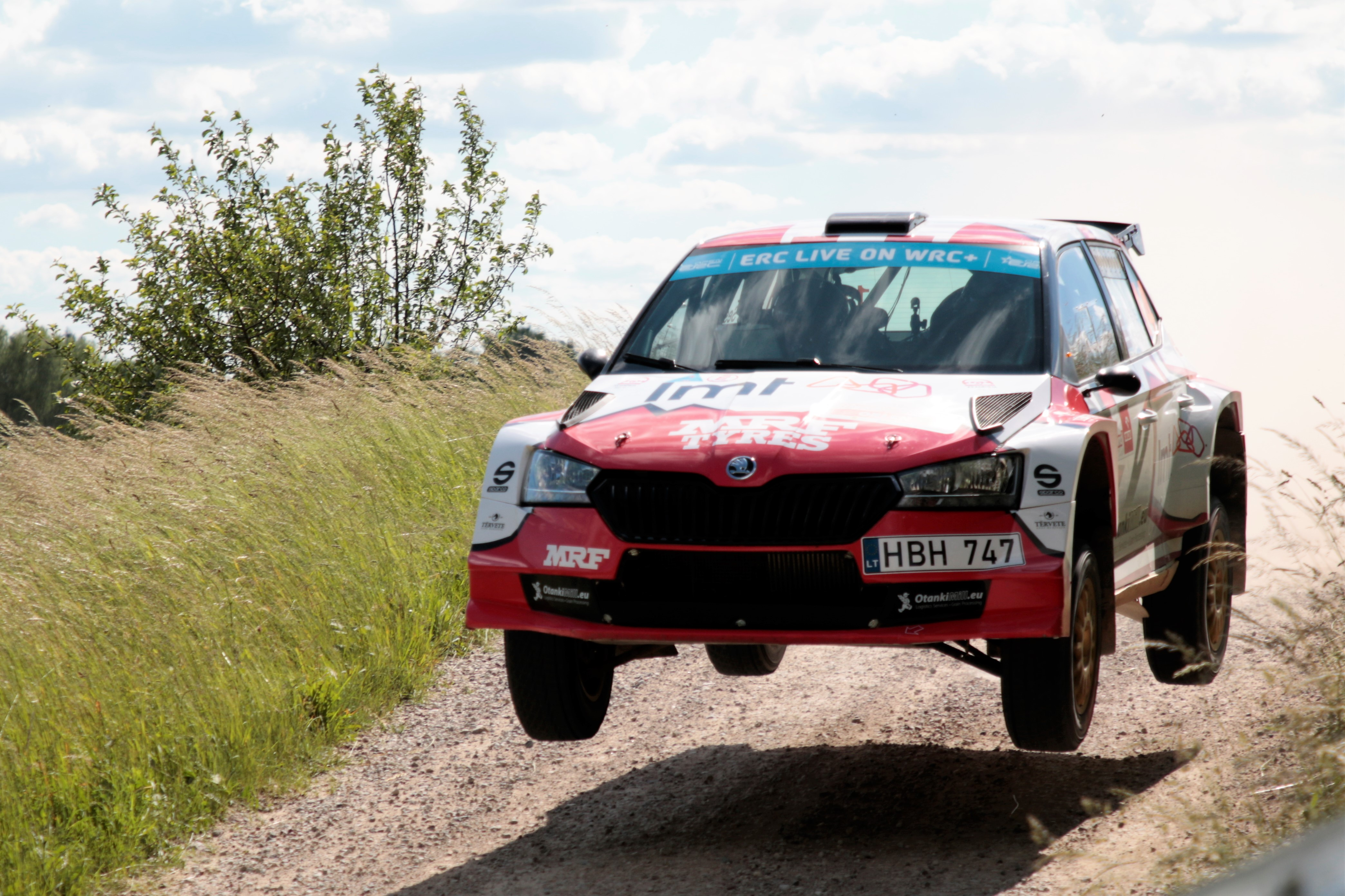
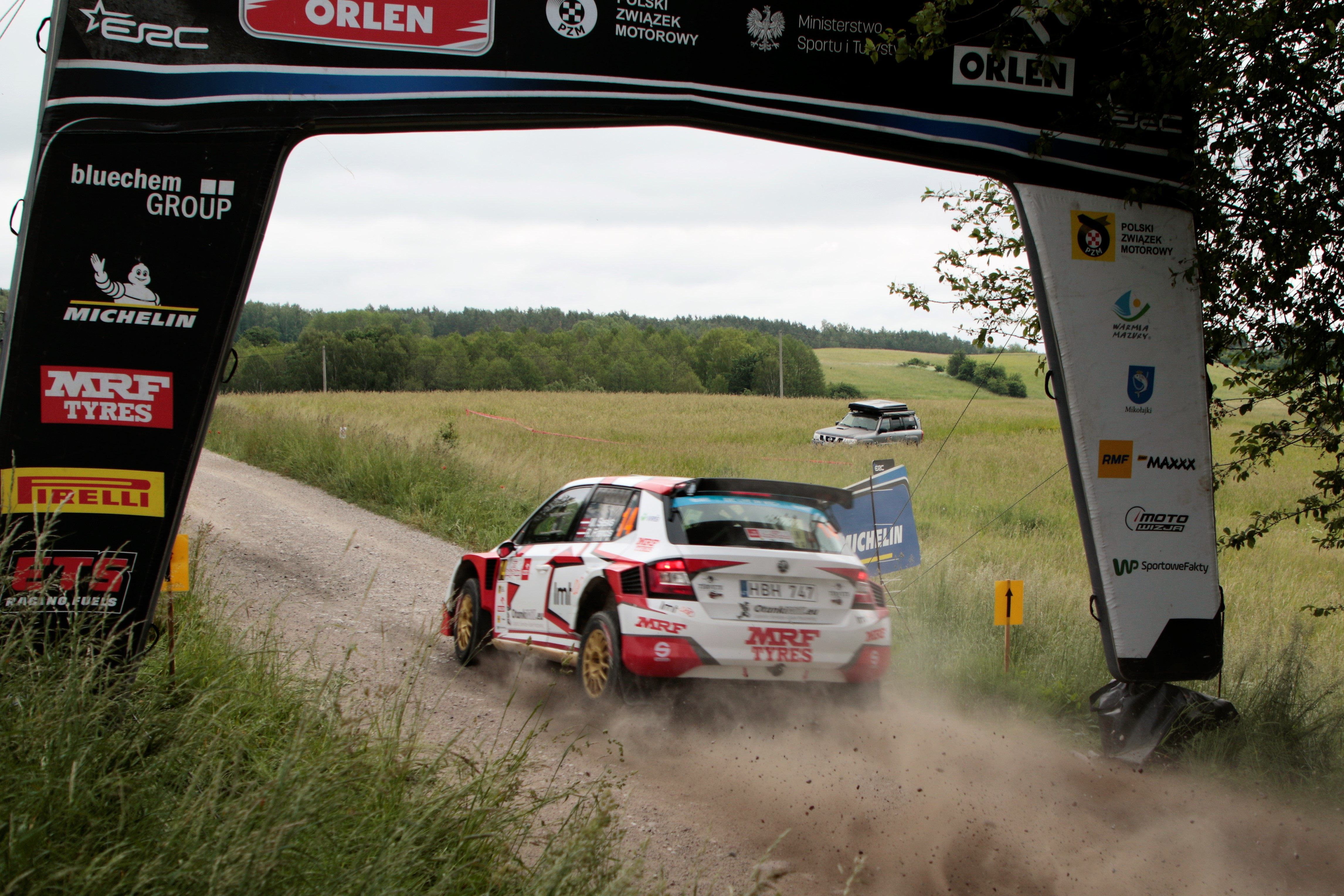

### Championnat du monde des rallyesWRC
| Année | Équipe                   | Voiture            | 1   | 2      | 3      | 4       | 5   | 6      | 7       | 8      | 9      | 10  | 11     | 12  | 13  | 14    | Pos. | Points |
| ----- | ------------------------ | ------------------ | --- | ------ | ------ | ------- | --- | ------ | ------- | ------ | ------ | --- | ------ | --- | --- | ----- | ---- | ------ |
| 2018  | Mārtiņš Sesks            | Opel Adam R2       | MON | SWE    | MEX    | FRA     | ARG | POR    | ITA     | FIN    | GER 36 | TUR | GBR    | ESP | AUS |       | NC   | 0      |
| 2019  | LMT Autosporta Akadēmija | Ford Fiesta R2T19  | MON | SWE 36 | MEX    | FRA Ret | ARG | CHL    | POR     | ITA 25 | FIN 42 | GER | TUR    | GBR | ESP | AUS C | NC   | 0      |
| 2020  | LMT Autosporta Akadēmija | Ford Fiesta Rally4 | MON | SWE 27 | MEX    | EST 28  | TUR | ITA 34 | MNZ Ret |        |        |     |        |     |     |       | NC   | 0      |
| 2021  | LMT Autosporta Akadēmija | Ford Fiesta Rally4 | MON | ARC    | CRO 19 | POR 25  | ITA | KEN    | EST 23  | BEL 58 | GRE    | FIN | ESP 48 | MNZ |     |       | NC   | 0      |
| 2024  | M-Sport Ford WRT         | Ford Puma Rally1   | MON | SWE    | KEN    | CRO     | POR | ITA    | POL 5   | LIT    | FIN    | GRE | CHL    | EUR | JPN |       | 14e* | 9*     |

* Saison toujours en cours.

### Championnat d'Europe des rallyesERC

Mārtiņš Sesks au Rallye ERC Rajd Świdnicki 2023
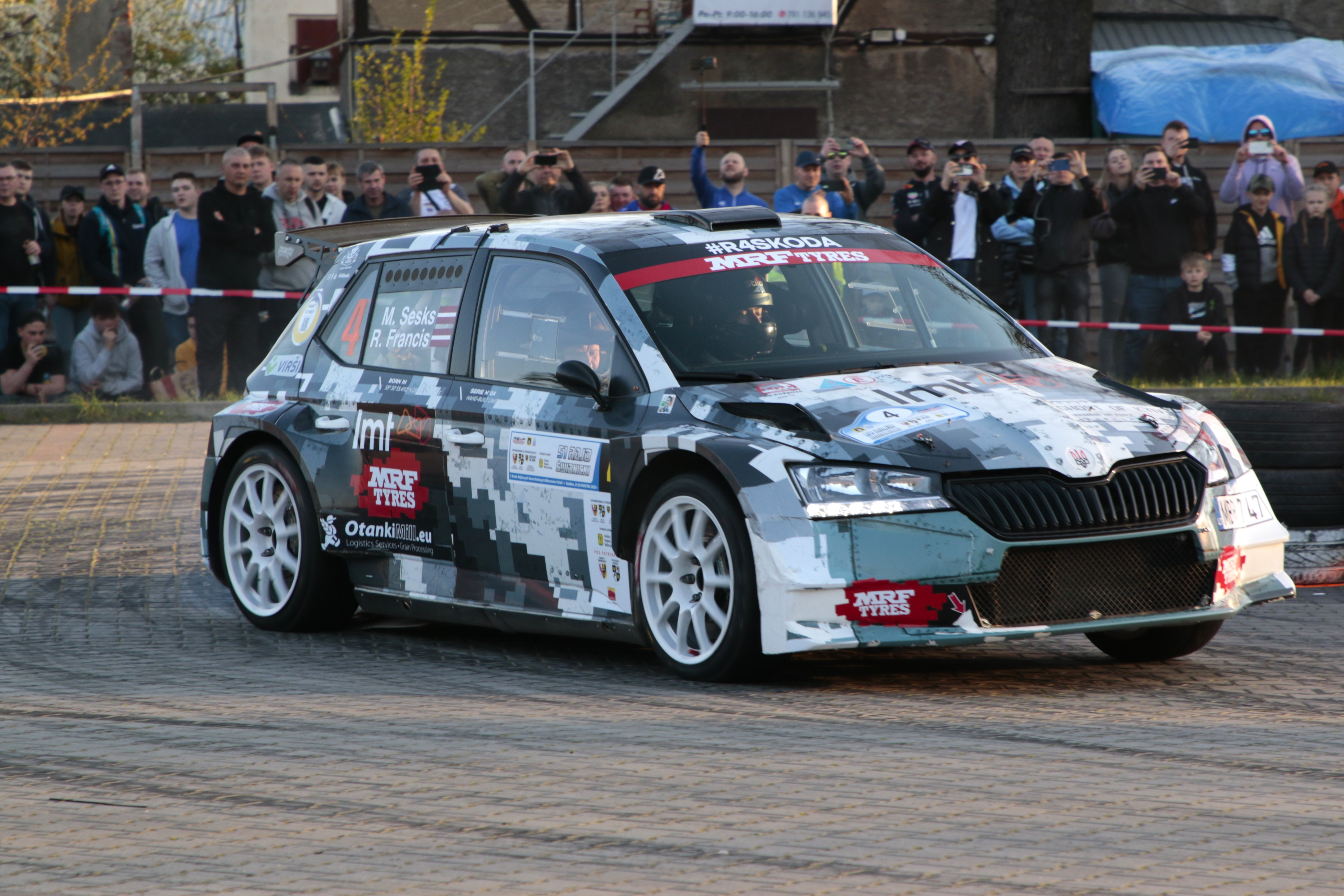
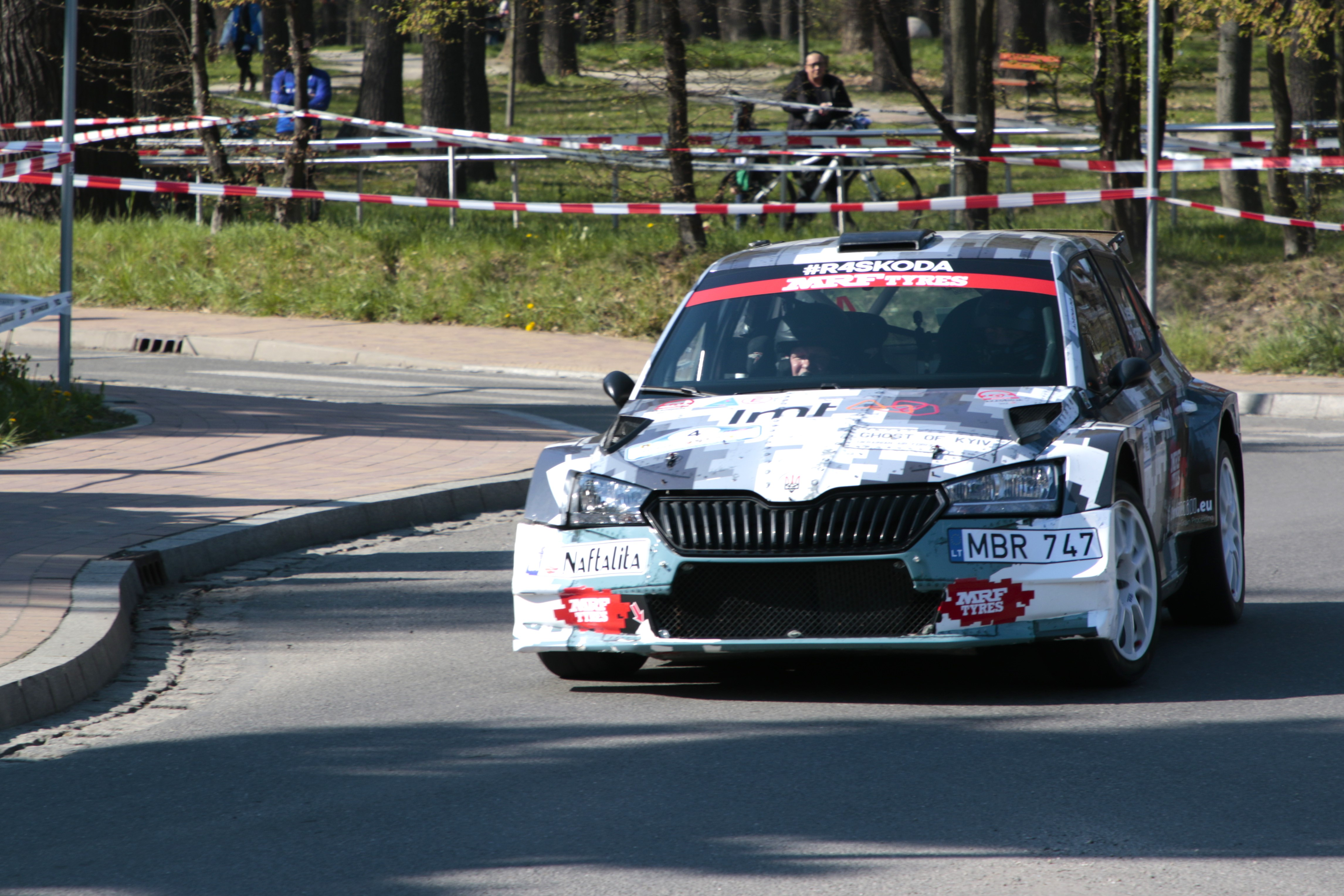
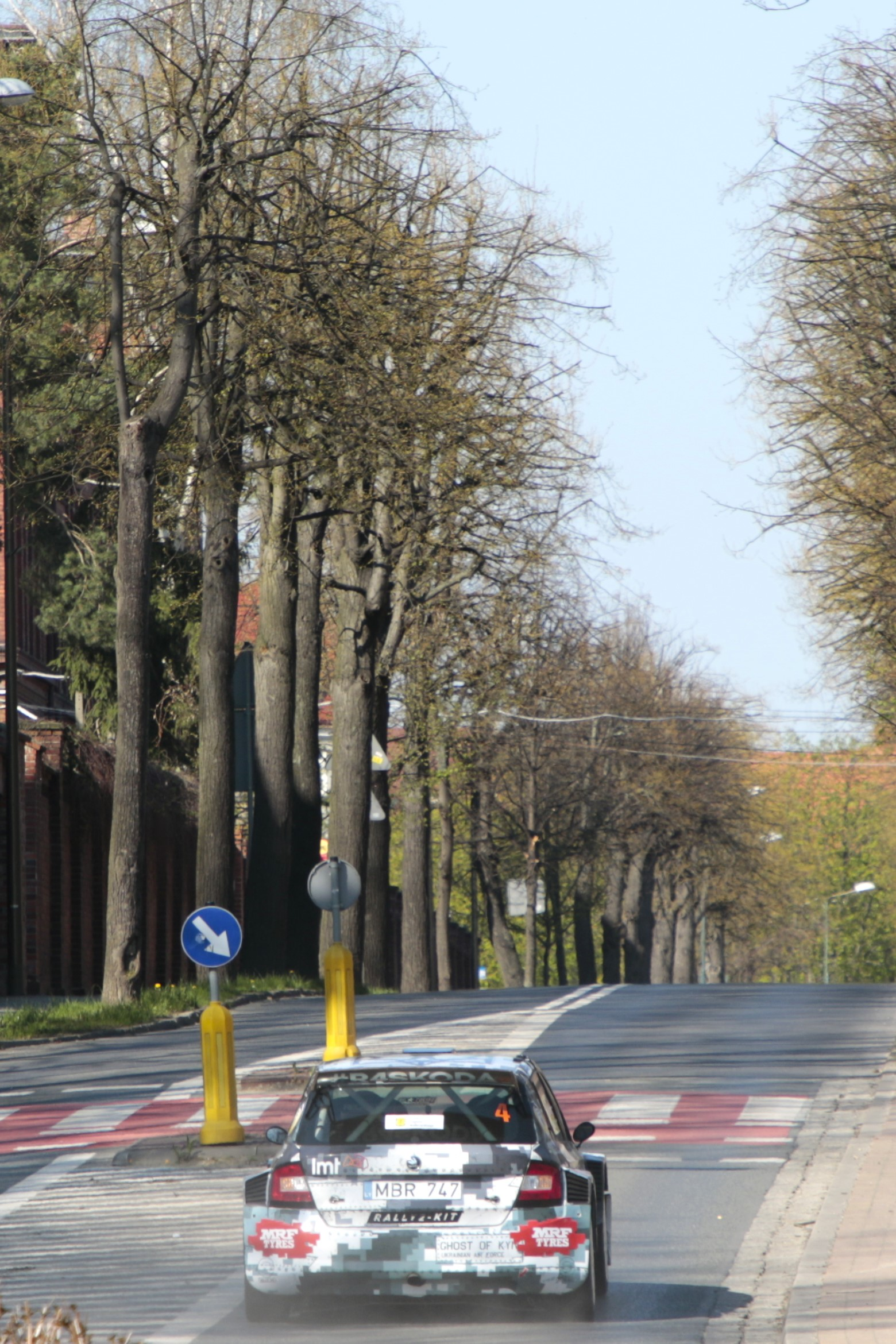

| Année | Équipe                       | Voiture                | 1       | 2       | 3     | 4      | 5      | 6       | 7      | 8      | 9      | 10  | Pos. | Points |
| ----- | ---------------------------- | ---------------------- | ------- | ------- | ----- | ------ | ------ | ------- | ------ | ------ | ------ | --- | ---- | ------ |
| 2016  | LMT Autosporta Akadēmija     | Peugeot 208 R2         | CAN     | GBR     | GRC   | AZO    | BEL    | EST     | POL    | CZE    | LAT 17 | CYP | NC   | 0      |
| 2017  | LMT Autosporta Akadēmija     | Peugeot 208 R2         | AZO     | CAN     | GRC   | CYP    | POL    | CZE     | ITA    | LAT 11 |        |     | NC   | 0      |
| 2018  | ADAC Opel Rallye Junior Team | Opel Adam R2           | AZO 17  | CAN 19  | GRC   | CYP    | ITA 15 | CZE 15  | POL    | LAT 10 |        |     | 42e  | 1      |
| 2019  | LMT Autosporta Akadēmija     | Škoda Fabia R5         | AZO     | CAN     | LAT 3 | POL    | ITA 8  | CZE     | CYP    | HUN    |        |     | 15e  | 29     |
| 2020  | Mārtiņš Sesks                | Ford Fiesta Rally4     | ITA     | LAT Ret | PRT   | HUN    | CAN    |         |        |        |        |     | NC   | 0      |
| 2021  | LMT Autosporta Akadēmija     | Ford Fiesta Rally4     | POL     | LAT EX  | ITA   | CZE    | AZO    | PRT     | HUN    | CAN    |        |     | NC   | 0      |
| 2022  | Proracing Rally Team         | Škoda Fabia Rally2-Kit | PRT     | AZO 10  | CAN   | POL 17 |        |         |        |        |        |     | 12e  | 42     |
| 2022  | Team MRF Tyres               | Škoda Fabia Rally2 evo |         |         |       |        | LAT 1  | ITA 31  | CZE    | ESP    |        |     | 12e  | 42     |
| 2023  | Team MRF Tyres               | Škoda Fabia RS Rally2  | PRT 12  | CAN 8   | POL 1 | LAT 1  | SWE 3  | ITA Ret | CZE 11 | HUN 3  |        |     | 2e   | 134    |
| 2024  | Team MRF Tyres               | Toyota GR Yaris Rally2 | HUN Ret | CAN 20  | SWE 6 | EST    | ITA    | CZE     | GBR    | POL    |        |     | 18e* | 15*    |

* Saison toujours en cours.